# Schwarzheide
Schwarzheide (indtil 31. december 1998 Schwarzheide/N.L.; sorbisk: Carny Gózd) er en amtsfri by i den sydlige del af den tyske delstat Brandenburg.

## Geografi
Schwarzheide ligger omkring 50 km nord forDresden og 110 km syd for Berlin. Bykommunen ligger nord for Schwarzen Elster i Niederlausitz lavland. I den østlige del af kommunen løber den lille flod Pößnitz.

### Nabokommuner
Kommunen grænser til Schipkau (nord), byen Senftenberg med bydelen Brieske (nordøst), Schwarzbach (øst), byen Ruhland (syd) og Lauchhammer mod vest.

### Inddeling
I kommunen ligger ud over Schwarzheide disse bebyggelser
- Naundorf
- Schwarzheide-Mitte
- Schwarzheide-Ost
- Schwarzheide-West (tidligereZschornegosda)
- Victoria
- Wandelhof

Største virksomhed er  BASF Schwarzheide GmbH.

### Trafik
Schwarzheide ligger ved Bundesstraße B 169, kaldet „Trasse der Niederlausitz“, mellem Elsterwerda og Senftenberg; Motorvejen A 13 går gennem kommunen. Schwarzheide-Ost er stop på jernbanen Großenhain–Cottbus.